# Dead Moon
Dead Moon est un groupe de garage rock américain formé en 1987 à Portland, Oregon. Le groupe était composé du chanteur/guitariste Fred Cole, de la chanteuse/bassiste Kathleen "Toody" Cole et du batteur Andrew Loomis. Dead Moon se dissout en 2006, se reforme en 2014 puis s'arrête déifinitevement en 2017 après la mort de Loomis et Fred Cole. Le groupe a sorti dix albums studio, six albums live et trois albums de compilation.

## Histoire

### Formation et débuts
Dead Moon a été formé par le chanteur/guitariste Fred Cole, la chanteuse/bassiste Kathleen "Toody" Cole et le batteur Andrew Loomis. Vétérans de la scène rock indépendante de Portland, le groupe combine des thèmes sombres et amoureux avec des influences punk et country dans un son épuré. Le leader Cole a conçu la plupart des enregistrements du groupe et les a masterisés avec le matériel en mono qui a été utilisé pour la version des Kingsmen de " Louie Louie ". Leurs premiers disques, tels que In the Graveyard, sont sortis sur le label Tombstone Records, du nom du magasin de matériel musical que le couple Cole tenait à l'époque. Bientôt, ils attirent l'attention du label allemand Music Maniac Records et effectuent une tournée européenne avec succès. Ce n'est qu'au milieu des années 1990 qu'ils effectuent une tournée aux États-Unis. Une grande partie de leurs fans se trouvait en Europe.

### DocumentaireUnknown Passage: The Dead Moon Story
Une équipe de cinéastes américains composée de Kate Fix et Jason Summers a produit un documentaire en 2004, Unknown Passage: The Dead Moon Story, qui a été projeté dans des cinémas indépendants aux États-Unis et en Nouvelle-Zélande ainsi qu'au Melbourne International Film Fest, et a ensuite été diffusé sur DVD automne 2006.

### Première dissolution
En décembre 2006, en fin de leur tournée Echoes of the Past, Dead Moon annonce sa rupture. Leur dernier concert a lieu au club Vera à Groningen le 26 novembre 2006.
Pearl Jam a repris la chanson "It's OK", une chanson écrite par Fred pour sa fille Amanda ; ils l'enchaînent souvent avec leur chanson " Daughter " lors des concerts. Eddie Vedder de Pearl Jam a également repris "Diamonds in the Rough" et "Running Out of Time" avec C-Average.
Les Cole ont formé un nouveau groupe appelé Pierced Arrows avec le musicien punk de Portland Kelly Halliburton (dont le père a joué dans un groupe appelé Albatross avec Fred Cole en 1972)  de Severed Head of State, Defiance et anciennement Murder Disco X. Loomis jouait de la batterie pour un groupe appelé The Shiny Things de Longview, Washington.

### Reformation et fin
Le groupe s'est reformé entre 2014 et 2017. Andrew Loomis est décédé le 8 mars 2016, à l'âge de 54 ans, des suites d'un cancer. Fred Cole est décédé le 9 novembre 2017, à l'âge de 69 ans, également des suites d'un cancer.

## Matériel
Toody est connu pour jouer une guitare basse Vox semi-creuse en forme de larme de la fin des années 1960, en raison de sa longueur plus courte et de sa facilité d'utilisation.

## Membres du groupe
- Fred Cole – chant, guitare
- Kathleen "Toody" Cole - chant, basse
- Andrew Loomis – batterie

## Discographie

### Albums studios
- In the Graveyard (1988)
- Unknown Passage (1989)
- Defiance (1990)
- Stranded in the Mystery Zone (1991)
- Strange Pray Tell (1992)
- Crack in the System (1994)
- Nervous Sooner Changes (1995)
- Destination X (1999)
- Trash & Burn (2001)
- Dead Ahead (2004)

### Albums de compilation
- Dead Moon Night (1990)
- Thirteen Off My Hook (1990)
- Echoes of the Past (2006)

### Albums en concert
- Live Evil (1991)
- Hard Wired in Ljubljana (1997)
- Alive In The Unknown (2002)
- Live at The Casbah 10/21/2004 (2004)
- Dead Moon, Live at Satyricon (2015)
- What A Way To See The Old Girl Go (2017)
- Going South (2023)

### Singles
- "Parchment Farm" (1988)
- "Don't Burn the Fires" (1988)
- "Black September" (1989)
- "D.O.A." (1990)
- "Over the Edge" (1991)
- "Fire in the Western World" (1992)
- "Day After Day" (1992)
- "Clouds of Dawn" (1992)
- "Dirty Noise" (1993)
- "Ricochet" (1994)
- "Sabotage" (2002)

## Lectures complémentaires
Robert Christgau, « Dead Moon: Echoes of the Past », Rolling Stone,‎ 30 novembre 2006 (lire en ligne, consulté le 29 mars 2017)